# Šarac
Šarac je priimek v Sloveniji in tujini. Po podatkih Statističnega urada Republike Slovenije je na dan 1. januarja 2011 v Slovenjiji uporabljalo ta priimek 57 oseb.  

## Znani slovenski nosilci priimka
- Darko Šarac (1935-2016), makedonsko-slovenski arhitekt in urbanist, dr.
- Goran Šarac (*1963), glasbeni menedžer, soprog Simone Weiss
- Miki Šarac (*1967), pevec in glasbeni producent

## Znani tuji nosilci priimka
- Džemil Šarac (1921—2002), bosanski general